# Henrik Bernburg
Henrik Bernburg (Virum, 9 aprile 1947) è un ex calciatore danese, di ruolo difensore.

## Palmarès

### Giocatore

#### Competizioni nazionali
- Campionato danese: 2

KB: 1974, 1980